# Paul Castellano
Constantino Paul „Big Paul” Castellano (Brooklyn, New York, 1915. június 26. – Manhattan, 1985. december 16.)  a Gambino (az Amerikai Egyesült Államok egyik legnagyobb, a Cosa Nostrához hasonló) bűnszervezet vezetője.

## Családja
Szülei Concetta és Giuseppe Castellano, Szicíliából költöztek az Egyesült Államokba. Apja hentes, és a Mangano bűnszervezet tagja volt. Nővére, Kathryn, Carlo Gambino felesége. Castellanónak és feleségének, Ninának három fia (Paul, Philip, és Joseph) és egy lánya (Constance) volt.
Nem szerette használni első nevét (Constantino), ezért C. Paul Castellanóként lett ismert.

## Sikerei
Castellano, miután elvégezte az általános iskolát, apja mellett dolgozott mint hentessegéd, majd a Mangano család szerencsejáték-ügyleteiben segédkezett.
1934-ben, amikor még csak 19 éves volt, pár barátjával fegyveres rablást követtek el. Letartóztatták őket, és három hónap letöltendő szabadságvesztésre ítélték. 
1940-ben tagja lett a Mangano családnak, és gyorsan emelkedett a szervezet ranglétráján. A szerencsejáték és más illegális tevékenységek mellett legális üzletekbe is befektetett. Baromfikereskedelemmel kezdett foglalkozni. Két nagy áruházlánccal, illetve pár New York-i céggel állt legális üzleti kapcsolatban.
1957-ben a Gambino és a Mangano család Carlo „Don Carlo” Gambino vezetése alatt egyesült. Ezt követően 1960-ban Castellano capo (kapitány) lett, 1966-ban pedig már ő volt a brooklyni bűnszervezet alvezére. 1975-ben Gambino utódjául Paul Castellanót jelölte ki. Ez felháborította a többi családot, mivel mindenki arra számított, hogy Aniello „Neil” Dellacrocénak kellett volna követnie Gambinót. Castellano a családi kötődés miatt kaphatta meg a „kinevezést”. Így a vezér Castellano, alvezére pedig Aniello lett.
1976-ban Carlo Gambino meghalt, így új lehetőségek nyíltak meg Castellano előtt. Még több legális üzleti érdekeltséget épített ki, amelyek nagy hasznot hoztak. Az építőiparban is tevékenykedett. A kábítószerekkel szemben viszont erős ellenérzései voltak.

## Bukása
1984-ben gyilkosságért vádat emeltek ellene, 25 ember meggyilkolásával vádolták. hárommillió dollár óvadék ellenében szabadlábra helyezték. 1985-ben meghalt alvezére, Aniello, akinek december 2-án tartott temetésén Castellano nem jelent meg. John Gottit, aki Aniello Dellacroce híve volt, ez felháborította. Castellano testőrét, Thomas „Tommy” Bilottit tette Aniello helyére.
John Gotti és Sammy „The Bull” Gravano eltervezték Castellano megölését. Az alvezér temetése után két héttel Gotti találkozót kért tőle a manhattani Sparks Steak House étterembe. Castellano és testőre, Bilotti december 16-án elment a találkozóra. Mikor kiszálltak kocsijukból, Gotti és emberei meggyilkolták őket. Így John Gotti lett a Gambino bűnözőklán vezére.